# Plotheia griseovirens
Plotheia griseovirens är en fjärilsart som beskrevs av Moore 1885. Plotheia griseovirens ingår i släktet Plotheia och familjen trågspinnare. Inga underarter finns listade i Catalogue of Life.